# The Secret (альбом Cosmic Girls)
The Secret (с англ. — «Секрет») — второй мини-альбом южнокорейско — китайской гёрл-группы Cosmic Girls. Альбом был выпущен 17 августа 2016 года лейблом Starship Entertainment и был распространяется LOEN Entertainment. Это ознаменовало их первый альбом в качестве тринадцати участниц группы с момента добавления Ёнджон в июле 2016 года. Чтобы продвинуть альбом, группа появилась на нескольких южнокорейских музыкальных программах, включая Music Bank и Inkigayo. Песня «Secret» была выпущена в качестве ведущего сингла с альбомом и с китайской версией.
Альбом стал коммерческим успехом, достигнув шестого места в Gaon Album Chart. По состоянию на сентябрь 2016 года было продано более 14,939 физических копий.

## Предпосылки и релиз
The Secret был выпущен в цифровом виде 17 августа 2016 года через несколько музыкальных порталов, в том числе iTunes для мирового рынка. Два дня спустя, 19 августа, был выпущен физический альбом.

## Промоушен
17 августа Cosmic Girls провели выступление в честь выхода альбома, впервые исполнив новые песни, наряду с прошлыми синглами.
18 августа группа провела свой первый этап возвращения наM Countdown, исполнив «BeBe» и «Secret». За ним последовали выступления на Music Bank 19 августа и Inkigayo 21 августа.

## Коммерческий успех
The Secret дебютировал на 7 строчке в альбомном чарте Gaon в чартовом выпуске от 14-20 августа 2016 года. На третьей неделе альбом вернулся в топ-10 на 6 строчке, достигнув нового пика.
Мини-альбом дебютировал на 15 строчке в альбомном чарте Gaon за август 2016 года с 8,629 проданными физическими копиями. Месяц спустя мини-альбом достиг 14-го места в сентябре 2016 года с 6,310 проданными физическими копиями. Было продано более 14,939 экземпляров.
Заглавный трек «Secret», вошедший и достигший 49-го места в цифровом чарте Gaon в выпуске чарта от 14-20 августа 2016 года с 39,334 загрузками. На второй неделе песня упала до 57 с 29,333 загрузками, а на третьей неделе песня упала до 80 с 20,552 загрузками. По состоянию на сентябрь 2016 года было продано более 134 тыс. загрузок.

## Трек-лист
Цифровая дистрибуция
| №                   | Название                                      | Автор(ы)            | Arrangement            | Длительность |
| ------------------- | --------------------------------------------- | ------------------- | ---------------------- | ------------ |
| 1.                  | «Secret» (비밀이야: bimiliya)                 | e.one Exy           | e.one Shinsadong Tiger | 3:43         |
| 2.                  | «BeBe»                                        | e.one Exy           | e.one                  | 3:18         |
| 3.                  | «Would You Kiss Me?» (우주키스미: ujukiseumi) | 김경 Robin          | Robin                  | 3:37         |
| 4.                  | «Prince» (짠!: jjan!)                         | e.one Exy           | e.one                  | 3:21         |
| 5.                  | «ROBOT»                                       | 기리보이            | Giriboy                | 3:39         |
| 6.                  | «Good Night» (이층침대: icheungchimdae)       | Robin               | Robin                  | 3:33         |
| 7.                  | «Secret» (是秘密呀 (Chinese Ver.))            | e.one Exy           | e.one                  | 3:43         |
| Общая длительность: | Общая длительность:                           | Общая длительность: | Общая длительность:    | 24:56        |

## Чарты

### Еженедельный чарт
| Чарты (2016)            | Позиции |
| ----------------------- | ------- |
| Республика Корея (Gaon) | 6       |

### Ежемесячный чарт
| Чарты (2016)            | Позиции |
| ----------------------- | ------- |
| Республика Корея (Gaon) | 14      |